# Амазонка в огне
«Амазонка в огне» (англ. Fire on the Amazon) — фильм режиссёра Луиса Льоса 1993 года с Крэйгом Шеффером и Сандрой Буллок.
Фильм был снят в 1990 году, но был выпущен только в 1993, когда после фильмов «То, что называют любовью» и «Разрушитель» карьера Буллок пошла в гору.

## Сюжет
В бассейне Амазонки в Боливии вырубается лес, на месте которого создаются корпоративные ранчо. Сантоса, харизматичного лидера союза сборщиков каучука, создавшего союз с индейцами в знак протеста против вырубки лесов, убивают. О’Брайен, фото-журналист из США, не имеющий никаких исследовательских навыков, хочет написать репортаж, полагая, что полиция подставила и убила невинного индейца, обвинив его в убийстве. К своим поискам он подключает Лизу Ротман, которая работала с Сантосом, и в которую он влюбляется.

## В ролях
- Крэйг Шеффер — Ар. Джей
- Сандра Буллок — Алисса
- Хуан Фернандес — Атанинде
- Джудит Чэпман — Сандра
- Рамсей Росс — Пистолейро
- Дэвид Элкин — Лукавида
- Хорхе Гарсия Бустаманте — Вальдес
- Бальдомеро Касерес — Педро
- Карлос Виктория — Мигуэль
- Рейнальдо Аренас — Дьямори